# Alberto Ginastera

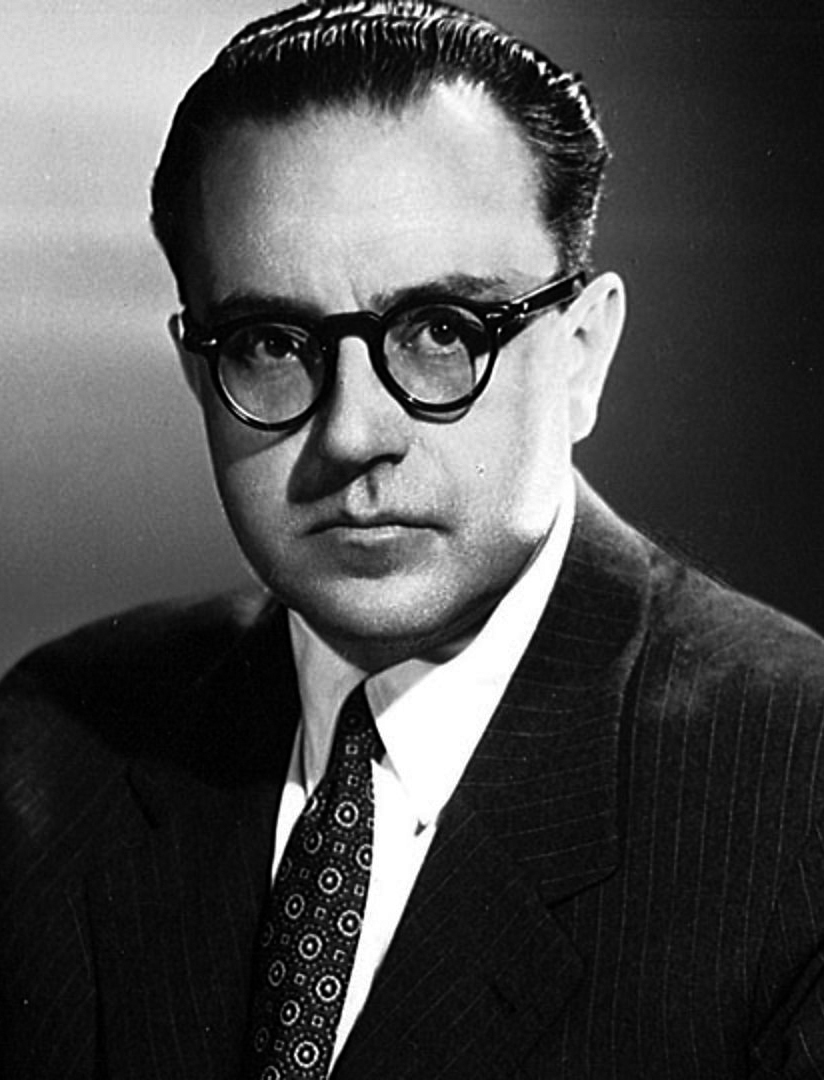
Alberto Ginastera um 1960 in einer Aufnahme von Annemarie Heinrich

Alberto Evaristo Ginastera (* 11. April 1916 in Buenos Aires; † 25. Juni 1983 in Genf, Schweiz) war ein argentinischer Komponist.

## Leben
Alberto Ginastera studierte am Williams-Konservatorium in Buenos Aires; er schloss sein Studium im Jahre 1938 ab. 1945/1947 war er als Stipendiat in den USA. 1948 leitete er das von ihm gegründete Konservatorium von La Plata. Bis 1962 unterrichtete er an der Kunst- und Musikfakultät der Katholischen Universität von Buenos Aires, danach am Centro Latinoamericano de Altos Estudios Musicales (CLAEM). 1965 wurde Ginastera in die American Academy of Arts and Sciences und 1968 in die American Academy of Arts and Letters gewählt. 1971 übersiedelte er in die Schweiz nach Genf.
Ginastera komponierte vier Opern, zwei Ballette, drei Motetten, Lieder, Bühnen- und Filmmusiken, außerdem eine Sinfonie, eine Ouvertüre, drei Streichquartette, ein Harfen- und ein Violinkonzert, zwei Klavier- und zwei Cellokonzerte, drei Klaviersonaten und weitere Instrumentalmusik.
Über die klassische Musik hinaus wurde seine Toccata (aus dem vierten Satz seines Klavierkonzerts Nr. 1) in der Adaption der Musikgruppe Emerson, Lake and Palmer auf deren Album Brain Salad Surgery (1973) bekannt.
Im „Popol Vuh“, dem „Buch des Rates“, erzählen die Maya ihre Version von der Schöpfung der Welt. Ginastera ließ sich durch diesen Text zu seiner Komposition gleichen Namens inspirieren und begann mit der Arbeit an einem achtteiligen Orchesterwerk. Sein Tod verhinderte die Fertigstellung des letzten Abschnitts.

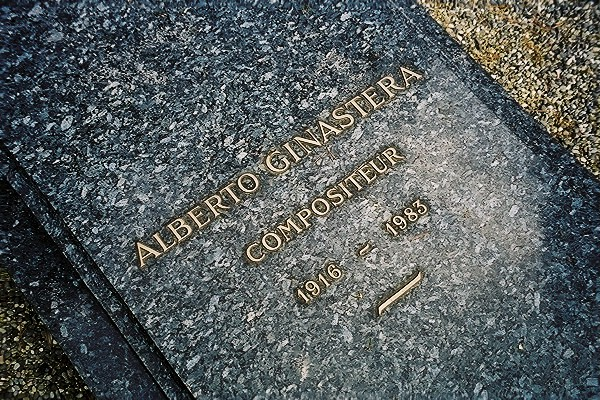
Grab Alberto Ginasteras in Genf

Das Grab von Alberto Ginastera befindet sich auf dem Friedhof Cimetière des Rois in Genf.

## Musik
Alberto Ginastera verband in seiner Musik traditionelle Rhythmen argentinischer Folklore (z. B. Chacarera und Malambo) mit der Harmonik moderner klassischer Musik. Die Kombination erinnert aufgrund der rhythmischen Prägnanz und der freien Tonalität an die Musik von Béla Bartók. In Ginasteras Musik spielen Dissonanzen und die modale Tonalität nicht die gleiche Rolle wie beispielsweise in der 12-Ton-Musik von Arnold Schönberg. So zeigen seine Kompositionen meist einen klaren Aufbau, den auch ein Laie zumindest intuitiv nachvollziehen kann, sei dies motivisch, melodisch oder harmonisch. Ein gutes Beispiel dafür ist der dritte Satz der drei Danzas argentinas op. 2 aus dem Jahre 1937.

## Werke (Auswahl)
- Panambí op. 1, Ballett (1934–1937)
- Danzas argentinas op. 2 (1937) (Danza del viejo boyero – Danza de la moza donosa – Danza del gaucho matrero)
- Malambo op. 7 (1940)
- Estancia op. 8, Ballett (Uraufführung der Suite 1943, des Balletts 1952)
- 3 Danzas de la Estancia op. 8 (1941)
- Obertura para el “Fausto” criollo op. 9 (1943)
- 5 canciones populares argentinas für Gesang und Klavier op. 10 (1943)
- 12 Preludios americanos op. 12 (1944)
- Streichquartett Nr. 1 op. 20 (1948)
- Klaviersonate Nr. 1 op. 22 (1952)
- Harfenkonzert op. 25 (1956–1965)
- Klavierkonzert Nr. 1 op. 28 (1961)
- Aeroporto, Oper (1961)
- Don Rodrigo op. 31, Oper (1963/64)
- Bomarzo op. 34, Oper (1966/1967)
- Beatrix Cenci op. 38, Oper (1971)
- Klavierkonzert  Nr. 2 op. 39 (1972)
- Popol Vuh op. 44 (1975–1983)
- Sonate für Gitarre op. 47 (1976, rev. 1981), uraufgeführt von Carlos Barbosa-Lima
- Klaviersonate Nr. 2 op. 53 (1981)
- Klaviersonate Nr. 3 op. 55 (1982)

## Filmografie (Auswahl)
- 1958: Es geschah in einer Frühlingsnacht (Livets vår)
- 1988: Zimmer 36